# Damon Quinn
Damon Quinn (nascido em 12 de abril de 1964) é um ator da Irlanda do Norte, escritor e produtor. Ele é um membro do grupo de comédia chamado Hole in the Wall Gang. Quinn também produziu The Crush, um curta-metragem indicado ao prêmio Oscar (Melhor curta-metragem em live action), em 2011.
Quinn é mais conhecido para a comédia de televisão da Irlanda do Norte, Give My Head Peace, onde ele estrela como Cal. Ele também apareceu na comédia Dry Your Eyes, como muitos caracteres, incluindo Angry Steve. Apesar de seu fundo de comédia, Quinn tem seu interesse como historiador.